# La Consolante
La Consolante est un roman d'Anna Gavalda, paru en 2008. 

## Présentation
Ce livre est décrit comme déroutant, y compris en ce qui concerne son format (630 pages) et son aspect extérieur (couverture faite de plans d'architectes). Son abord est réputé comme « exigeant », la nécessité d'un « mode d'emploi pour lire ce livre » est même retrouvée.
La vie de Charles Balanda, architecte reconnu, semble prendre un mauvais tournant quand il apprend le décès d'Anouk, la mère d'un ami d'enfance perdue de vue depuis longtemps. Pourquoi diable cette disparition le bouleverse-t-elle à ce point ? Peut-être pour permettre l'apparition de Kate et son arche de Noé.
Ce roman joue aussi sur le style, les recherches de l'auteure qui désoriente avec ses phrases sans sujet, un débit vif et haché, la profusion — ou l'abus selon de nombreux critiques[réf. souhaitée] — des virgules.
Le tirage initial est de 300 000 exemplaires. Un second tirage de 30 000 exemplaires a lieu en avril 2008.